# Bruno Wehrli
Bruno Wehrli (* 1867 in Kilchberg; † 1927) war ein Schweizer Fotograf und Verleger von Kunstpostkarten. Zusammen mit seinen Brüdern Artur und Harry gründete er in den 1890er Jahren das Fotografengeschäft Gebrüder Wehrli in Kilchberg, das die Grundlage der späteren Wehrli AG bildete und in der Folge in das Unternehmen Photoglob aufging.

## Leben und Familie
Bruno Wehrli wuchs mit seinen Geschwistern in der Gemeinde Kilchberg im Kanton Zürich auf. Die Eltern waren Luise Füssmann, eine Stickereizeichnerin aus St. Gallen und Johann Wehrli aus Ebnat-Kappel in Toggenburg. Das Paar zog nach der Hochzeit nach Winterthur-Wülflingen, wo Johann Wehrli eine leitende Position in der Weberei Rieter annahm. Die Eheleute hatten insgesamt sieben Kinder: Rosa (* 1870), Klara, Lilly, Maria (* 1879). Bruno war der älteste der Söhne, es folgten Heinrich, genannt Harry (1869–1906) und Artur (1876–1915).
Bis auf Artur und Maria gingen die Geschwister in Winterthur zur Schule, die Sekundarschule besuchten sie bereits in Kilchberg. Bruno und Artur Wehrli absolvierten eine Ausbildung als Fotografen. Harry schlug eine kaufmännische Laufbahn ein und arbeitete für die Lichtdruckerei und Verlagsanstalt Schröder & Co., bei der Artur Wehrli im Anschluss an den Besuch der Industrieschule Zürich seine Fotografenlehre absolvierte.
Bruno Wehrli heiratete Berta Leuthold aus Brunnen. Sie arbeitete in einem Souvenirgeschäft, das auch die Landschaftsfotos von Wehrli verkaufte. Das Paar hatte zwei Töchter, Viola und Erika Wehrli. Sein Bruder Harry heiratete Ida Simmler aus Kilchberg. Aus der Ehe gingen drei Söhne hervor, von denen der 1895 geborene Alfred der einzige war, der ebenfalls das Fotografenhandwerk erlernte und nach der Ausbildung an der Fotografenschule in München ein Fotogeschäft in Basel eröffnete. Der jüngste der Wehrli-Brüder, Artur, blieb unverheiratet.
1883 zog die Familie Wehrli nach Kilchberg, der Vater Johann verstarb kurz darauf. Die Brüder waren in ihrer Jugend unter den ersten Skisportlern der Gemeinde. Am 17. Dezember 1905 erhielt die Familie das Bürgerrecht in Kilchberg.
Harry Wehrli starb im Jahr 1906 bei einem Unfall, nach einer Wanderung im Engadin erlitt er beim Sprung in den Cavloccio See einen Herzinfarkt. Artur Wehrli starb im Militärdienst Ende März 1915. Er hatte sich freiwillig zum Dienst in Murten gemeldet, bei einem «Versuchskurs für Fesselballonstationen», wo er sich eine Lungenentzündung zuzog. Bruno Wehrli wurde der älteste und starb im Alter von 60 Jahren an den Folgen eines gebrochenen Beins.

## Werk

### Geschäftstätigkeit
Die drei Wehrli-Brüder gründeten Mitte der 1890er Jahre in Kilchberg das Fotografengeschäft «Gebrüder Wehrli». Es hatte seinen Sitz an der Alten Landstrasse 87. Bruno und Artur fotografierten, während Harry Wehrli sich um kaufmännische Belange kümmerte. Bereits 1897 hatte ihre Firma vier Angestellte, und sie konnten ein zweites Geschäft in der Weinbergstrasse 47 eröffnen, wo sie die Geschäftsverwaltung unterbrachten. Hier wohnten auch die beiden Brüder Bruno und Harry. Einen Neubau an der Paradiesstrasse 41 nutzten sie als Lager. 1904 fusionierte das Unternehmen mit dem Fotogeschäft Bachmann in Luzern, woraus die Aktiengesellschaft «Photographie-Verlag Wehrli AG» entstand.
1904 fertigten sie für die Louisiana Purchase Exposition die damals grösste Landschaftsfotografie der Welt an. Diese zeigte ein Panorama des Gornergrats, hatte eine Länge von 20,5 m und war 2,25 m hoch. Die Aufnahmen wurden auf Platten von 18 cm × 24 cm belichtet und auf Bromsilberpapier kopiert. Die Platten und das Bromsilberpapier wurden von der Firma «J. H. Smith & Co.» aus Zürich hergestellt.
Als 1906 Bruno Wehrlis Bruder Harry starb, übernahm Adolf Zehnder aus Kilchberg die administrative Leitung des Geschäfts. Nachdem sie sich zerstritten hatten, arbeitete Wehrli wieder als selbständiger Fotograf im Auftrag der Firma Wehrli. Er nahm dann auch wieder Aufträge für Personen- und Familienporträts an und fotografierte Kilchberger Privathäuser sowie großformatige Landschaftsbilder für Reklametafeln. Auch als selbständiger Fotograf beschäftigte er Angestellte, darunter ab 1925 Hans Trinkler als Fotolaboranten, seine Frau Berta erledigte für ihn die Buchhaltung.
1920 erwarb das Verlagshaus Orell Füssli die Aktienmehrheit des «Photographie-Verlags Wehrli AG». 1924 wurde der Verlag von der Photoglob AG aufgekauft, die 1889 von Orell Füssli für den weltweiten Vertrieb von Photochrombildern sowie Gemälde-Reproduktionen gegründet worden war. Später fiel der Zusatz «Wehrli» im Firmennamen weg.

### Sujets
Zu Beginn des 20. Jahrhunderts, durch Einführung der farbigen Photochrombilder, wuchs die Grußkartenindustrie sprunghaft, was die Nachfrage nach Landschaftsfotografien steigerte. Die Brüder Wehrli gehörten zu den führenden Anbietern, wenngleich sie der Schwarzweissfotografie verpflichtet blieben. Sie dokumentierten die nähere Umgebung Kilchbergs mit der Region um den Zürichsee, bekannte Kurorte der Schweiz und Tourismusgegenden im Bündnerland, der Zentralschweiz, im Berner Oberland, Kanton Wallis und um den Genfersee sowie die Alpen- und Voralpengebiete.
Neben Landschaften fotografierten sie Volkstrachten aller Schweizer Kantone aus der Sammlung des Schweizerischen Landesmuseums, als Modelle halfen Kilchberger Einwohnerinnen und Einwohner aus.

Glarus, Frau in Glarner Tracht, Teilansicht (um 1909)
Lauenen, Kirche und Wildhorn (1905)
Dampfschiff auf dem Zürichsee, Blick vom Utoquai aus Richtung General-Guisan-Quai und Quaibrücke (1909)
Schloss Thun (1910)
Kloster und Kirche Einsiedeln, Teilansicht (1909)
Die Vitznau-Rigi-Bahn beim Überqueren der Schnurtobelbrücke, im Hintergrund der Pilatus, 1906

## Nachlass und Sammlungen
Die zwischen 1890 und 1940 belichteten Glasplattennegative aus dem Nachlass der Brüder Bruno und Artur Wehrli gelangten 1977 ins Eidgenössische Archiv für Denkmalpflege in Bern. Ihr Gesamtwerk umfasste rund 40.000 Fotografien, deren Negative jedoch nicht alle erhalten sind. Die Fotosammlung Wehrli beinhaltet 34.000 Glasplatten der Formate 13x18 und 18x24. Weitere 120.000 Negative der Firma Photoglob-Wehrli AG gingen etwas zur selben Zeit in den Bestand über.